# Politikum (Zeitschrift)
Politikum ist eine seit 2015 vierteljährlich erscheinende politikwissenschaftliche Zeitschrift, mit eher populärwissenschaftlichem Charakter. Sie verfolgt den Anspruch, komplexe politische Themen durch ausgewiesene Fachleute für ein breiteres Publikum zugänglich zu machen. Sie ist die Nachfolgerin der von Walter Gagel  1967 gegründeten Zeitschrift politische bildung.
Der Aufbau des Heftes folgt stets dem gleichen Muster: Ein thematischer Schwerpunkt pro Ausgabe, gefolgt von einem Interview-Teil, dem Meinungsteil „Pro und Contra“, einem Forum zur Abhandlung aktueller Themen und Sammelbesprechungen zum jeweiligen Themenschwerpunkt sowie Rezensionen aus den Sozialwissenschaften und der Politikdidaktik.
Der Deutschlandfunk bezeichnete die Zeitschrift anlässlich des ersten Heftes 2015 als „mutiges, ja trotziges Zeitungsprojekt“.

## Themen seit 2015
Bisherige Themenschwerpunkte umfassen:
- Deutschland Macht Europa (2, 2015)
- Islamischer Staat (3, 2015)
- Kratzer am Demokratiemodell (4, 2015)
- Big Data (01, 2016)
- Das Finanzkapital (2, 2016)
- Fluchtziel D (3, 2016)
- Wer ordnet die Welt? (4, 2016)
- EUrosion (1, 2017)
- Wutbürger (2, 2017)
- Verschwörungstheorien (3, 2017)
- Globalisierungsdämmerung (4, 2017)
- Autokratie (1, 2018)
- Utopien (2, 2018)
- Smart Democracy (3, 2018)
- Identitätspolitik (4, 2018)
- Mitten drin – aussen vor (Inklusion) (1, 2019)
- Neue Geopolitik (2, 2019)
- Schattenpolitik (3, 2019)
- Alterssicherung (4, 2019)
- Emotionen (1, 2020)
- Klimakrise (2, 2020)
- Gleichwertige Lebensverhältnisse (3, 2020)
- Souveränitätskrise (4, 2020)
- Künstliche Intelligenz (1, 2021)
- Transatlantische Beziehungen (2, 2021)
- Kapitalismuskritik (3, 2021)
- Rechtsextremismus in Institutionen (4, 2021)